# Коронавірусна хвороба 2019 у Брунеї
Спалах коронавірусної хвороби 2019 у Брунеї — це поширення пандемії коронавірусної хвороби 2019 на територію Брунею. Після жорстких карантинних заходів у березні-квітні 2020 року Брунею вдалося знизити кількість нових випадків хвороби майже до нуля. При цьому в'їзд до країни іноземців обмежений, усі, хто в'їжджає, проходять обов'язковий карантин.

## Поширення епідемії
Перший хворий у країні, 53-річний чоловік, був виявлений 9 березня 2020 року. Епідеміологічне розслідування в Малайзії виявило подію-суперрозповсюджувач — зібрання мусульманських місіонерів Джамаат Табліг у мечеті Джамек Шрі Петалінг у Куала-Лумпурі 27 лютого — 1 березня. Серед 4 тисяч учасників зібрання, що захворіли, були й мешканці Брунею. Більшість хворих у березні були пов'язані саме з цією подією.
Наростання кількості випадків відбувалося упродовж березня-квітня, але завдяки превентивним заходам припинилося. До 7 травня в країні було зареєстровано 141 випадок захворювання, після цього фіксуються лише окремі випадки, що походять з інших країн.
Станом на 2 листопада 2020 року в Брунеї зареєстровано 148 випадків коронавірусної хвороби. Унаслідок хвороби померли 3 людини.
Загалом станом на 4 листопада в країні лише 1 активний випадок коронавірусної хвороби.

## Протиепідемічні заходи
Брунейський уряд ще в січні 2020 року ввів обмеження на авіасполучення з Китаєм, де розпочався спалах коронавірусної хвороби. Було проведено спільну прес-конференцію міністрів освіти Хамзи Сулеймана, охорони здоров'я Мухаммада Ішама бін Джаафара та туризму Алі Апонга, які повідомили про припинення авіаперельотів з провінції Хубей. Уже в лютому Королівські брунейські авіалінії припинили сполучення з Чангшою, Хайкоу, Гангжоу, Наньніном і Шанхаєм, а кількість авіарейсів до Пекіна й Гонконгу була знижена.
У той же час були введені обов'язкові огляди всіх, хто в'їжджає до країни. З 17 березня за наказом Міністерства охорони здоров'я кожен, хто в'їжджає до Брунею, включно з громадянами країни, був зобов'язаний провести 2 тижні самоізоляції, а за її порушення отримати штраф у 10 тисяч доларів, 6 місяців арешту чи обидва покарання.
З 15 вересня іноземні громадяни можуть подорожувати до Брунею лише за необхідності, а в'їхати до країни можуть лише за наявності негативного ПЛР-тесту на SARS-Cov-2 та мають пройти 14-добовий карантин.
З 8 березня 2021 року в Брунеї додатково послаблені карантинні обмеження. Зокрема дозволені зібрання людей до 1000 осіб, зняті обмеження на відвідування мечетей, музеїв, спортивних зал тощо

## Вплив епідемії на події
24 жовтня 2020 року помер син султана Брунею Азім Болкіах, церемонія прощання відбувалася за присутності багатьох членів королівської сім'ї, деякі з присутніх були в масках.